# Madre e hija en el balcón
Madre e hija en el balcón es una pintura de la pintora impresionista francesa Berthe Morisot, pintada en 1872, de 60 x 50 centímetros. Muestra a una madre con su hija, mirando a lo lejos desde una terraza en el XVI Distrito de París. La obra se encuentra en el Museo de Arte Bridgestone de Tokio, también conocido como Artizon Museum.

## Contexto
La hermana de Berthe Morisot, Edma, vivía con su esposo Adolphe Pontillon en la década de 1870 en la casa de su familia en una colina en la antigua comuna de Passy, que había sido anexada a París en 1860. Morisot realizó varios retratos de su hermana allí y en este cuadro también aparece retratada vestida de negro debido al luto por su padre fallecido, junto a su hija Jeanne. Mientras anochece, miran hacia los jardines recientemente inaugurados del Trocadero desde la terraza de un restaurante u hotel. En primer plano fluye el Sena, y al fondo se extiende el horizonte de París con la cúpula de Los Inválidos y las torres de Notre Dame. Edma protege a su hija. Al dirigir la mirada de la niña hacia los jardines a sus pies, parece desviar la atención de la ciudad lejana, que puede verse como un lugar lleno de peligros de los que debe protegerse. Tipifica la atención de Morisot a las relaciones madre-hija y las vicisitudes de la crianza, que se repite en varias de sus obras.

## Descripción
En la obra, Morisot invita al espectador, por así decirlo, a seguir la mirada inocente de la niña pequeña. Este recurso estilístico ya había sido utilizado por su cuñado Édouard Manet en su cuadro El ferrocarril (1873), donde una niña mira a través de los barrotes de una valla la estación Saint-Lazare. Ambas pinturas llaman la atención sobre lo que se puede ver detrás del cierre. Aquí a lo lejos se encuentra la gran ciudad, que en realidad no era terreno propicio para una mujer decente. Comparable a un escenario teatral, la barandilla y el jardín más allá ofrecen una especie de entorno protector que aún permite el contacto con el "mundo exterior malvado", que en última instancia continúa intrigando.
Es innegable que Morisot se inspiró para este cuadro en El balcón de Manet (1868-1869), para el que ella misma posó. En la elaboración, sin embargo, Morisot muestra enfáticamente un estilo propio, más fuertemente influido por los principios del impresionismo. Mientras que la escena del balcón de Manet todavía se creó a la manera tradicional después de varias sesiones de poses separadas, Femme et enfant au balcon claramente parece estar pintado a partir de la observación directa, basado en un estudio de la previa acuarela pintada en 'plein air'. Las figuras de Morisot también están en una pose mucho más natural, no tan inmóviles como los personajes de la obra de Manet, que claramente sienten que están siendo observados. La pincelada de Morisot es más suelta y su paleta más ligera. Al centrarse en la relación entre madre e hija, el cuadro se despoja de cualquier pretensión, pintado directamente del natural, visto a través de ojos femeninos.